# Parafia greckokatolicka Opieki Najświętszej Maryi Panny w Wołowie
Parafia greckokatolicka Opieki Najświętszej Maryi Panny w Wołowie – parafia greckokatolicka w Wołowie. Parafia należy do eparchii wrocławsko-koszalińskiej i znajduje się na terenie dekanatu legnickiego.

## Historia
W 1947 roku grekokatolicy z południowo-wschodniej Polski zostali w ramach tzw. Akcji „Wisła” przymusowo wysiedleni na ziemie zachodnie i północne. W 1957 roku powstała parafia greckokatolicka pw. Opieki Najświętszej Maryi Panny, księgi metrykalne są prowadzone od 1958 roku.
Proboszczowie parafii
1957–1987. ks. Jarosław Wodonos.
1988–2013. ks. Bogdan Ogrodnik.
2013– nadal ks. Jan Klucznik.
Powolania z terenu parafii
- ks. Piotr Szwec-Nadworny.

## Świątynia parafialna
Cerkiew greckokatolicka znajduje się w Wołowie przy ul. Piłsudskiego.